# بنو يعلى
بني يعلى قبيلة عربية تتفرع من قبائل كنانة ضمن فرع مضر من قبائل عدنان من بني النبي الحليم إسماعيل ذبيح الله من بيت النبوة آل إبراهيم خليل الرحمن عليهم الصلاة والسلام.
ويرجع نسب القبيلة إلى كنانة بن خزيمة بن مدركة بن إلياس بن مضر بن نزار بن معد بن عدنان.
وتجتمع مع نسب الرسول محمد علية أفضل الصلاة والسلام في كنانة بن خزيمة
أخوتها بني ليث بني العريج بني ضمرة بني فراس بني حرام بني شعبة
و تقع ديار بني يعلى في محافظة القنفذة بين وادي يبة ومدينة القوز

## وصلات خارجية
- قائمة قبائل العرب